# ユモトマムシグサ
ユモトマムシグサ（湯元蝮草、学名:Arisaema nikoense）は、サトイモ科テンナンショウ属の多年草。
葉は2個つけ、やや掌状に5小葉に分裂する。仏炎苞は葉より早く展開し、葉より高い位置につき、ふつう黄緑色で、口辺部は狭く開出する。花序付属体は太棒状になる。小型の株は雄花序をつけ、同一のものが大型になると雌花序または両性花序をつける雌雄偽異株で、雄株から雌株に完全に性転換する。

## 特徴
地下の球茎には腋芽が単生し、子球に発達することがある。植物体の高さは15-50cmになる。偽茎部と葉柄部はほぼ同じ長さで、ふつう緑色、ときに紫褐色になり、基部に赤味をおびた鞘状葉がつく。偽茎部の葉柄基部の開口部は、花序柄に密着して襟状に開出しない。葉はふつう2個、ときに1個つき、葉身はほぼ掌状に5小葉に分裂し、頂小葉と両隣の小葉間の葉軸は発達せず長さ1cm以下となる。小葉は倒卵形から楕円形で、長さ5-14cm、先端および基部はとがり、縁は全縁となるか不規則な粗い鋸歯がある。
花期は5-7月。5月頃に葉と花序を地上に出し、仏炎苞が先に展開し、葉が後に開く。花序柄は花時には葉柄より長く、長さ10-20cmになり、仏炎苞は葉より高い位置につく。仏炎苞は黄緑色でときに紫褐色をおび、長さ11-16cm、仏炎苞筒部は淡色で縦にあまり目立たない白色の筋があり、仏炎苞口辺部は狭く開出する。仏炎苞舷部は卵形または長卵形で、長さ6-10cm、先は鋭頭または鋭尖頭になる。花序付属体は長さ5.5-8cm、花序の上部に長さ5-7mmの柄があり、棍棒状またはやや太い棒状になり、先端はやや膨らんで径5-8mmになる。1つの子房に8-11個の胚珠がある。果実は秋に赤く熟す。染色体数は2n=28。

## 分布と生育環境
日本固有種。本州の東北地方南部（岩手県・福島県）、関東地方（栃木県・群馬県・埼玉県・東京都）および中部地方（山梨県・長野県・静岡県・岐阜県・愛知県）に分布し、山地のブナ帯から亜高山帯にかけての林下に生育する。

## 名前の由来
和名ユモトマムシグサは、「湯元蝮草」の意で、日光湯元温泉にちなんでつけられた。中井猛之進　(1929) による記載発表の際のタイプ標本の採集地が、湯元温泉とその北側に位置する刈込湖の間であることによる。
種小名（種形容語）nikoense は、「栃木県日光の」の意味。

## ギャラリー

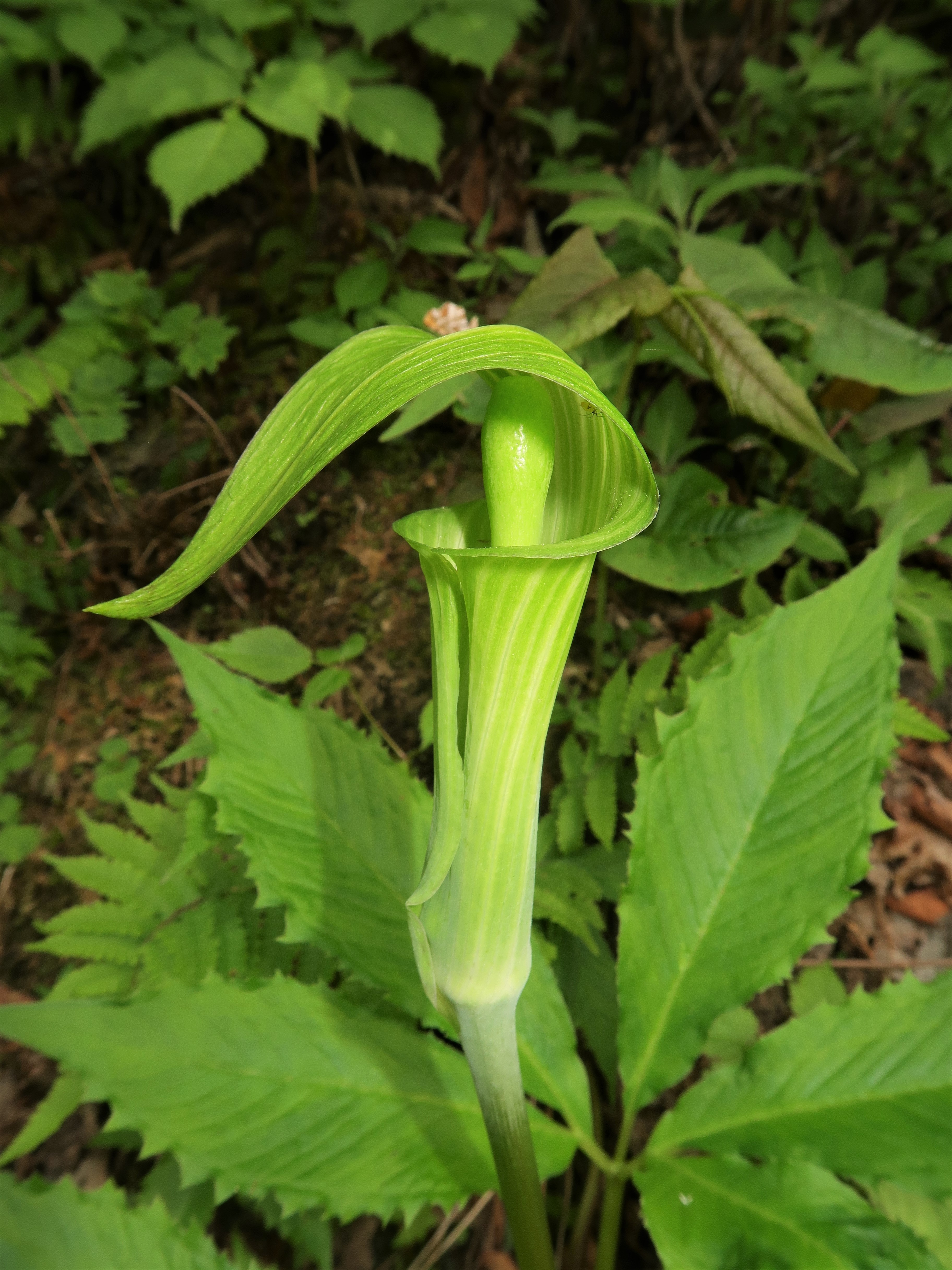
仏炎苞は黄緑色、仏炎苞筒部は淡色で縦にあまり目立たない白色の筋があり、仏炎苞口辺部は狭く開出する。
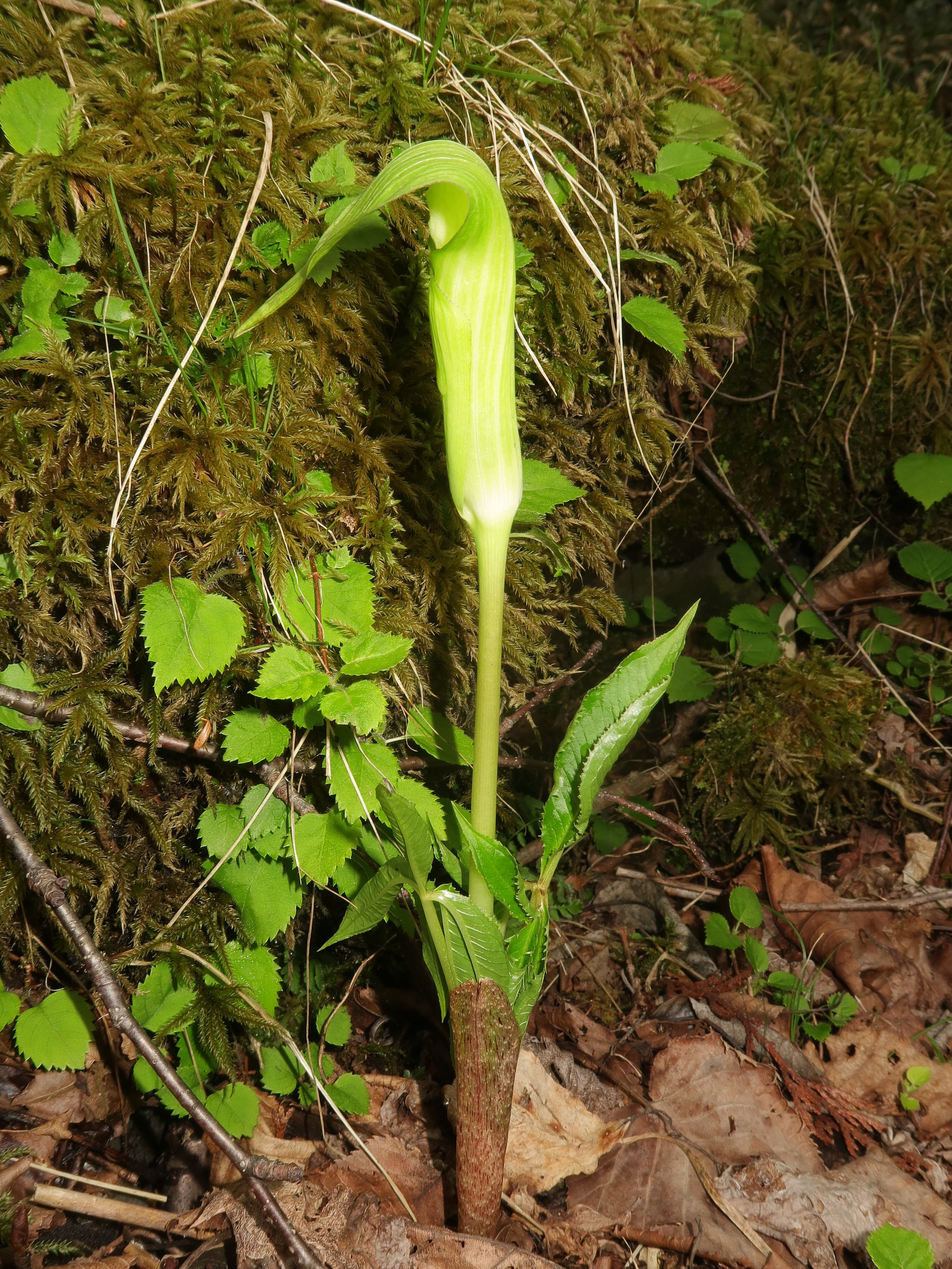
仏炎苞が先に展開し、葉はまだ折りたたまれている状態。
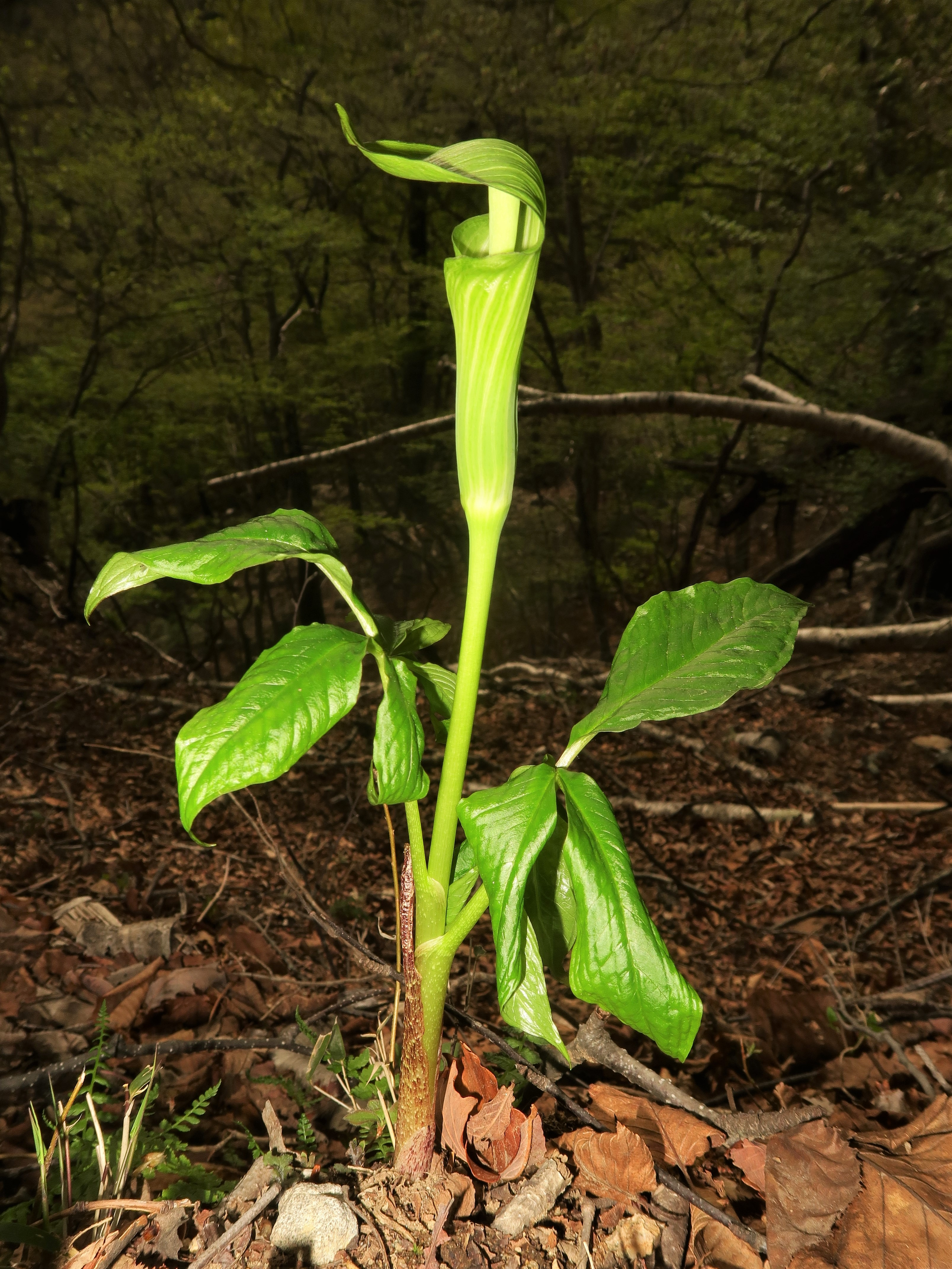
仏炎苞が展開し、葉がやや開きだした状態。
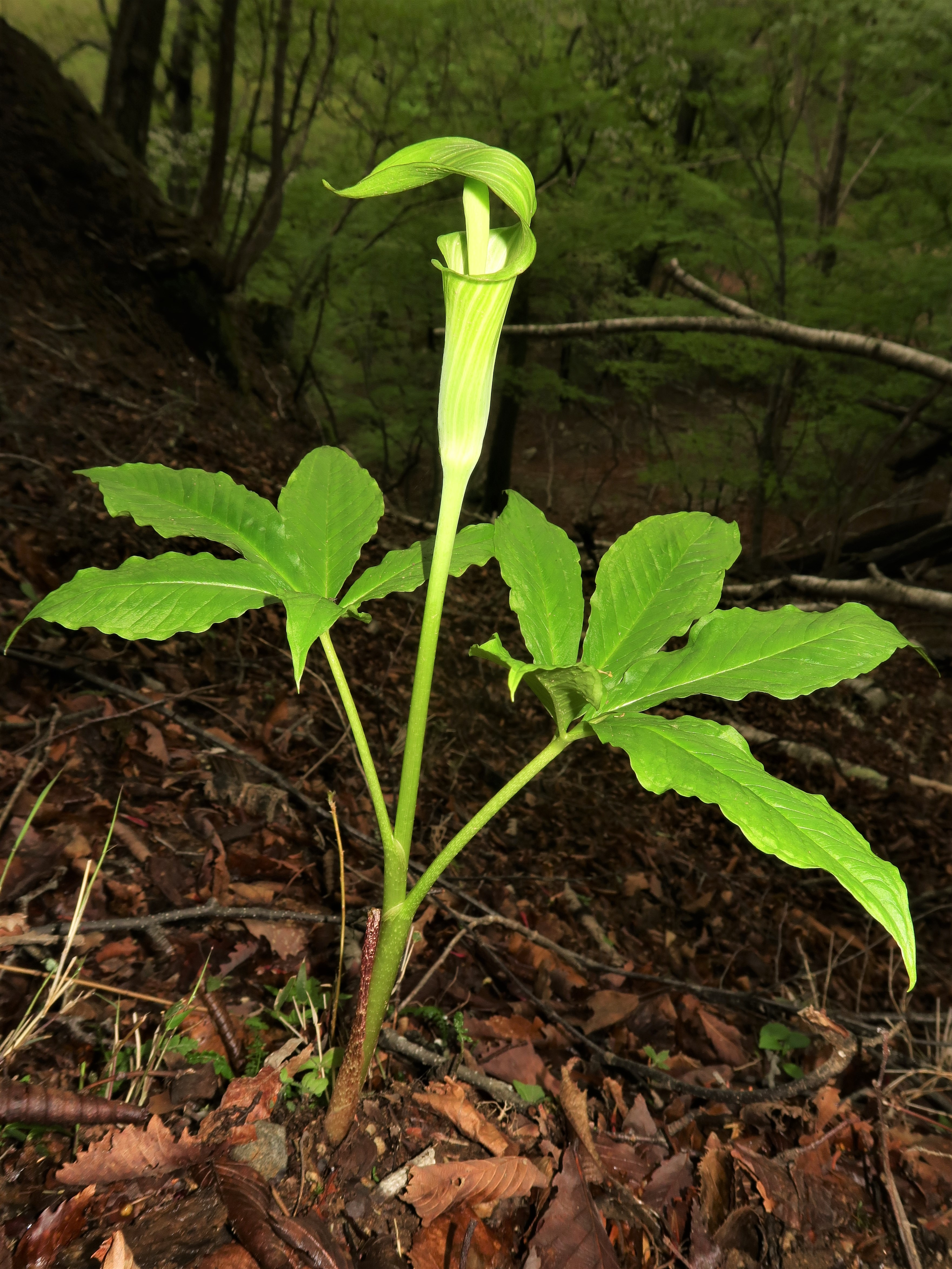
左と同一の個体で5日後のもの。花序柄は花時には葉柄より長く、仏炎苞は葉より高い位置につく。
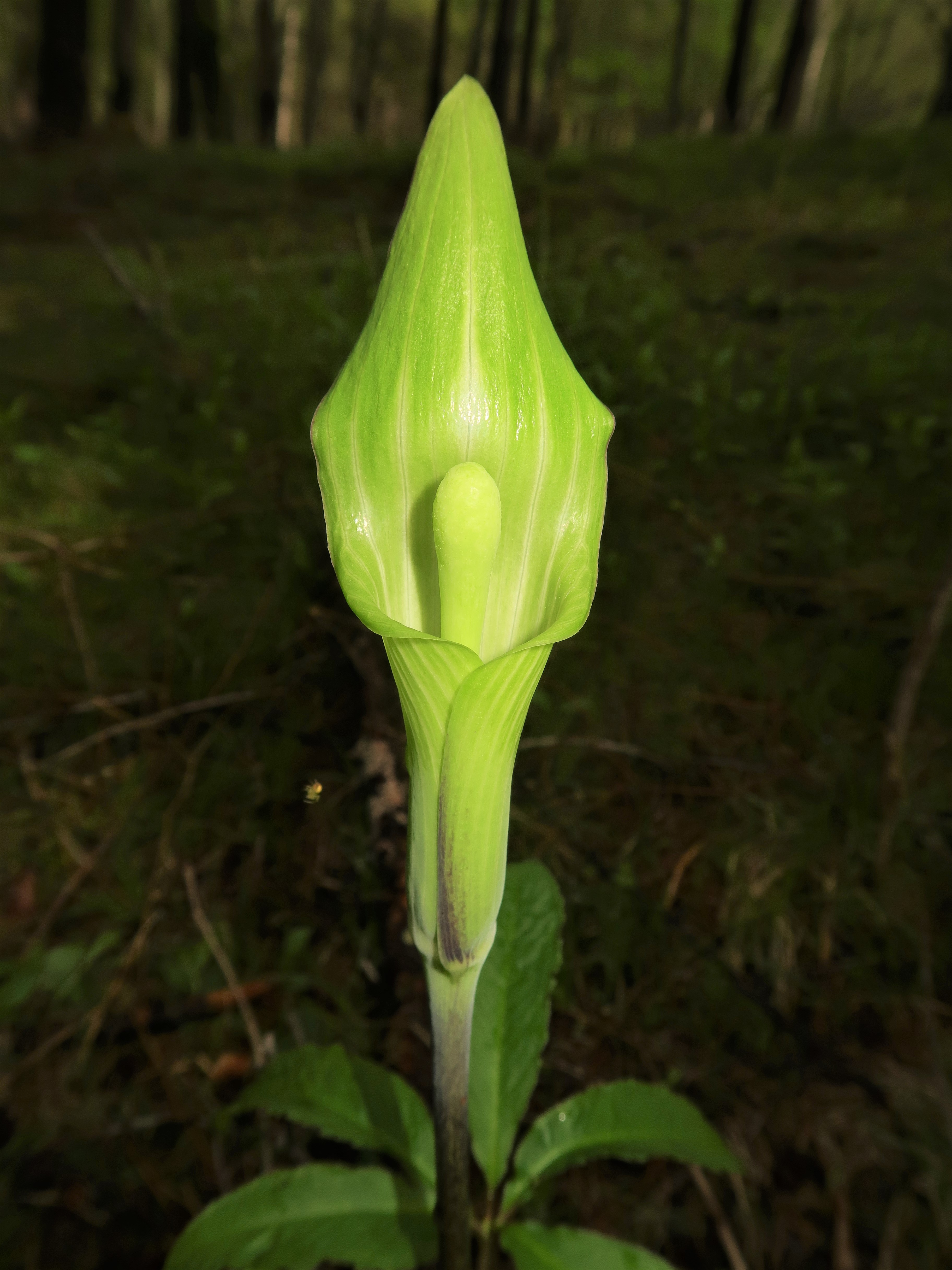
仏炎苞舷部を立たせて撮影。仏炎苞舷部は卵形または長卵形で、先は鋭頭または鋭尖頭になる。花序付属体は棍棒状またはやや太い棒状になる。
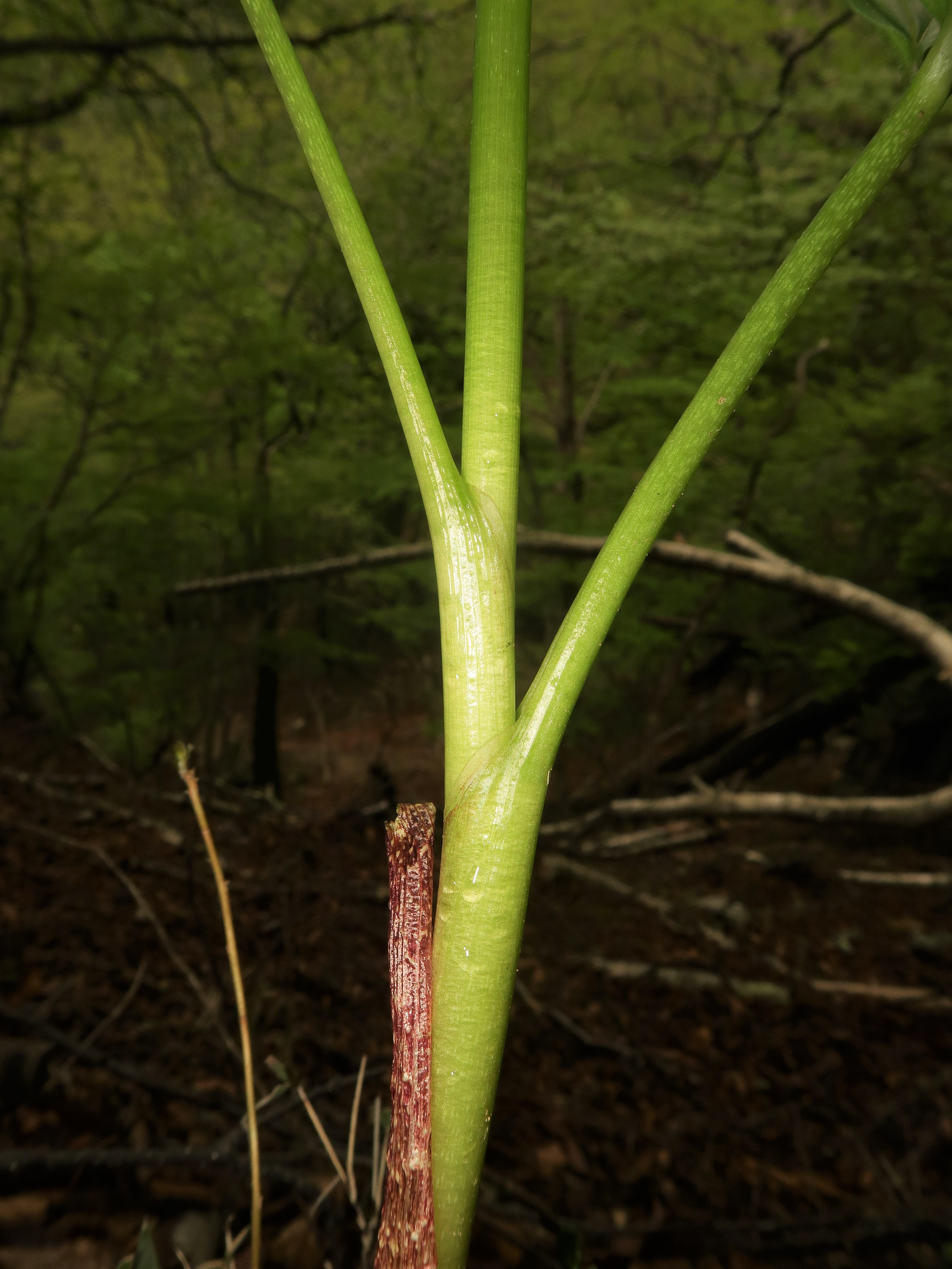
偽茎部の葉柄基部の開口部は、花序柄に密着して襟状に開出しない。

## 下位分類
長野県北部の岩菅山などに分布する仏炎苞が濃紫色のものを、品種クボタテンナンショウ f. kubotae H.Ohashi et J.Murata (1980)として区別することがある。また、山梨県北岳周辺地域に分布し、基本種より小型で、仏炎苞が緑色または紫褐色、果序が葉より低い位置につくものを変種ヤマナシテンナンショウ var. kaimontanum Seriz. (1986)として区別する。北岳周辺以外にも分布が広がっている可能性があるという。
種内亜種には、基本亜種ユモトマムシグサ subsp. nikoense のほか、次の3亜種がある。

### カミコウチテンナンショウ
カミコウチテンナンショウ Arisaema nikoense Nakai subsp. brevicollum (H.Ohashi et J.Murata) J.Murata (2011) - 植物体の高さは15-25cm、葉はふつう1個、まれに2個、偽茎がやや短く、葉柄は葉の展開時に偽茎より長くなる。葉身は5小葉に分裂し、ときに小葉の縁に波状になる粗い鋸歯があり、葉軸は発達しない。花期は5月下旬-6月中旬、花序柄は葉柄より明らかに短く、仏炎苞は赤紫褐色で細かい斑紋がある。仏炎苞筒部は上方に向かって広がった太い筒状で長さ4-6cm、仏炎苞口辺部はやや開出し、仏炎苞舷部は卵形で長さ6-10cm、先端はややとがる。花序付属体は仏炎苞とほぼ同じ色で、太棒状から棍棒状になり、先端は径5-10mmになる。
本亜種は、はじめ形態的にイシヅチテンナンショウに似ていることから、同種の変種 Arisaema ishizuchiense Murata var. brevicollum H.Ohashi et J.Murata (1980)として発表された。その後、分子系統解析の結果、ユモトマムシグサに近縁であることが判明し、同種の亜種に組み替えられた。
本州の中部地方（岐阜県・長野県・福井県）に分布し、飛騨山脈および白山の亜高山帯の林下に生育する。亜種名 brevicollum は、「短い頸の」の意味。
絶滅危惧II類 (VU)（環境省レッドリスト）
（2020年、環境省）

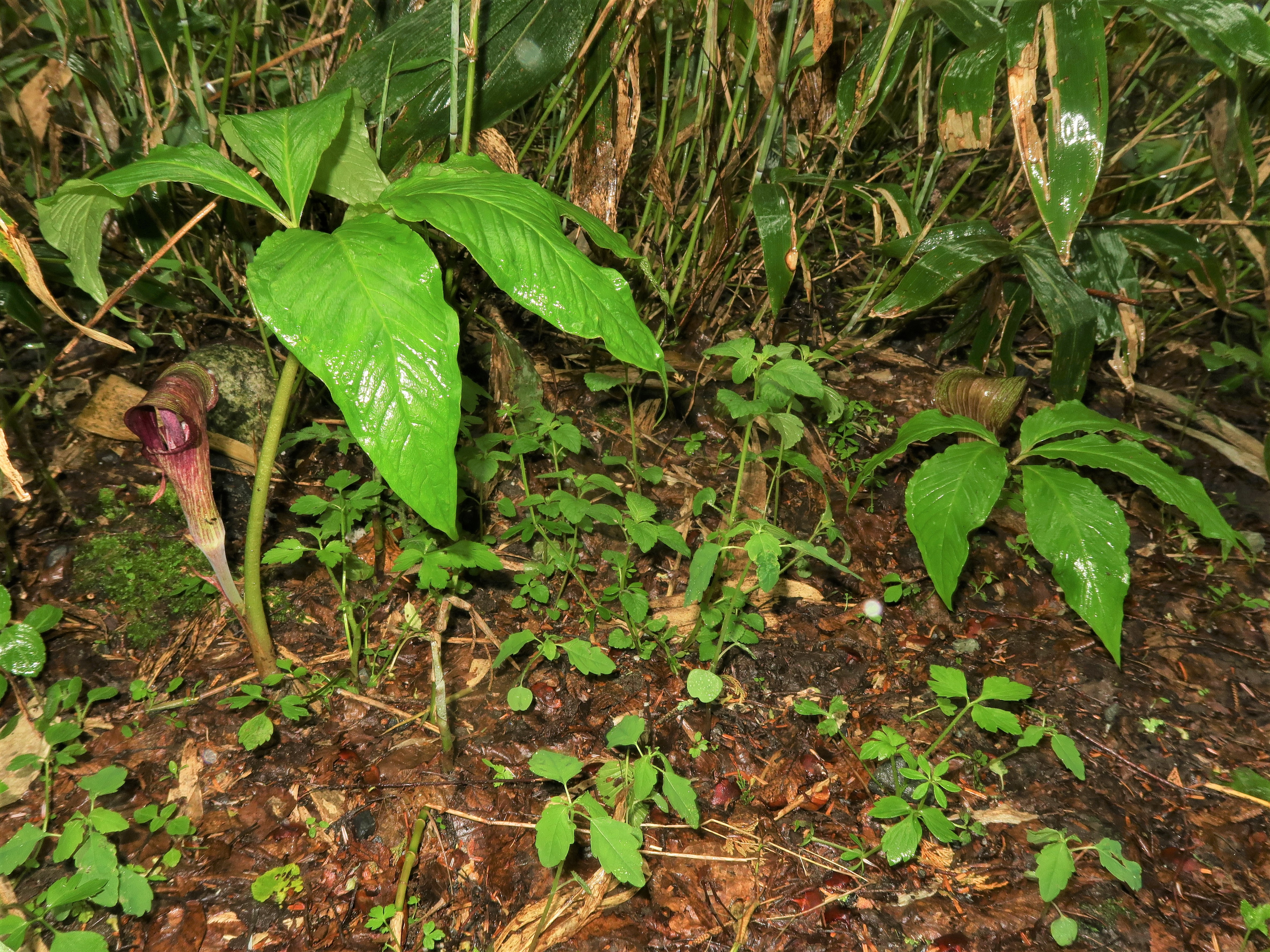
左が雌株、右が雄株。長野県上高地 2022年6月上旬。
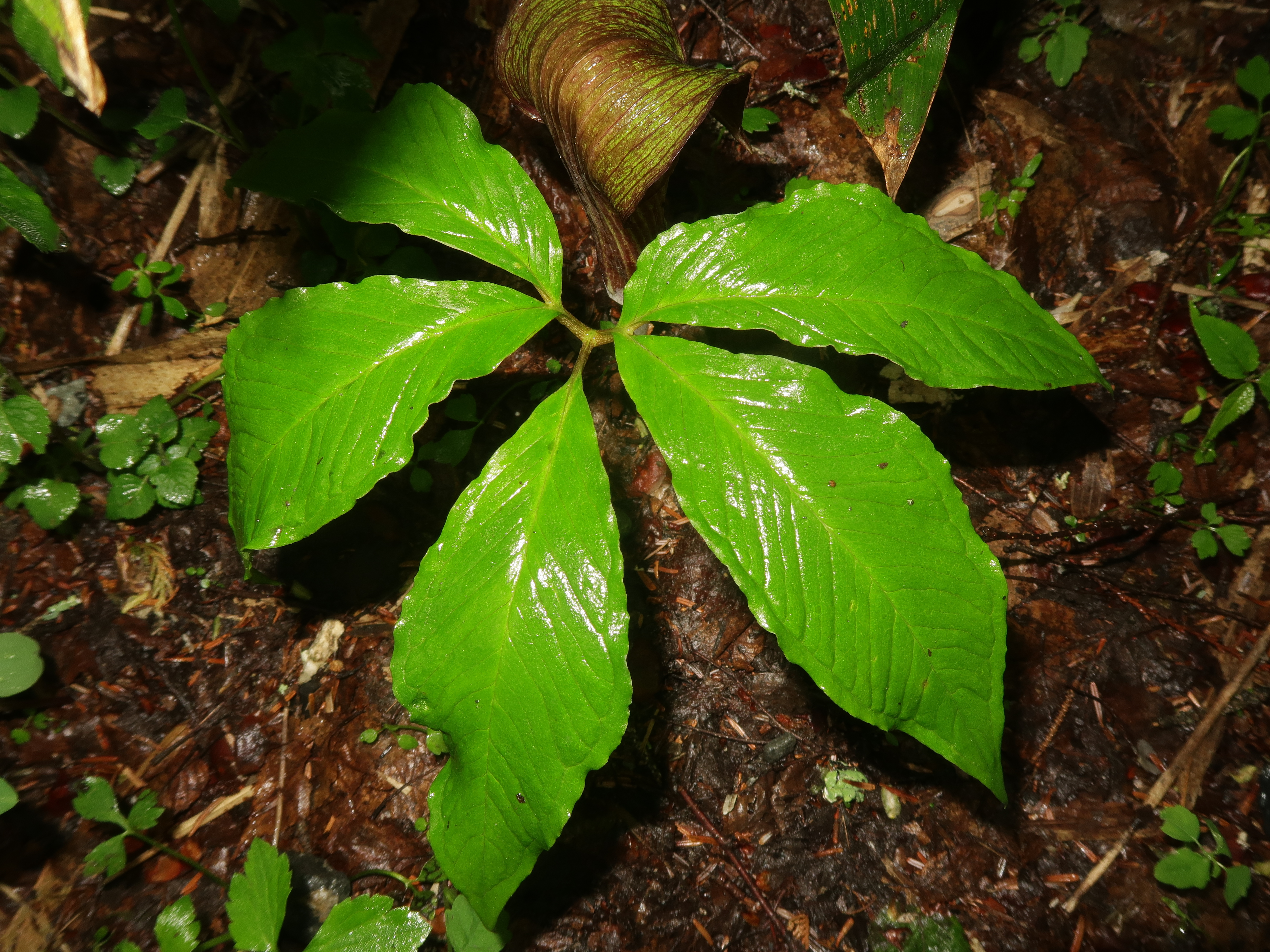
葉は1個で、葉身は5小葉に分裂し、小葉の縁に波状になる粗い鋸歯があり、葉軸は発達しない。
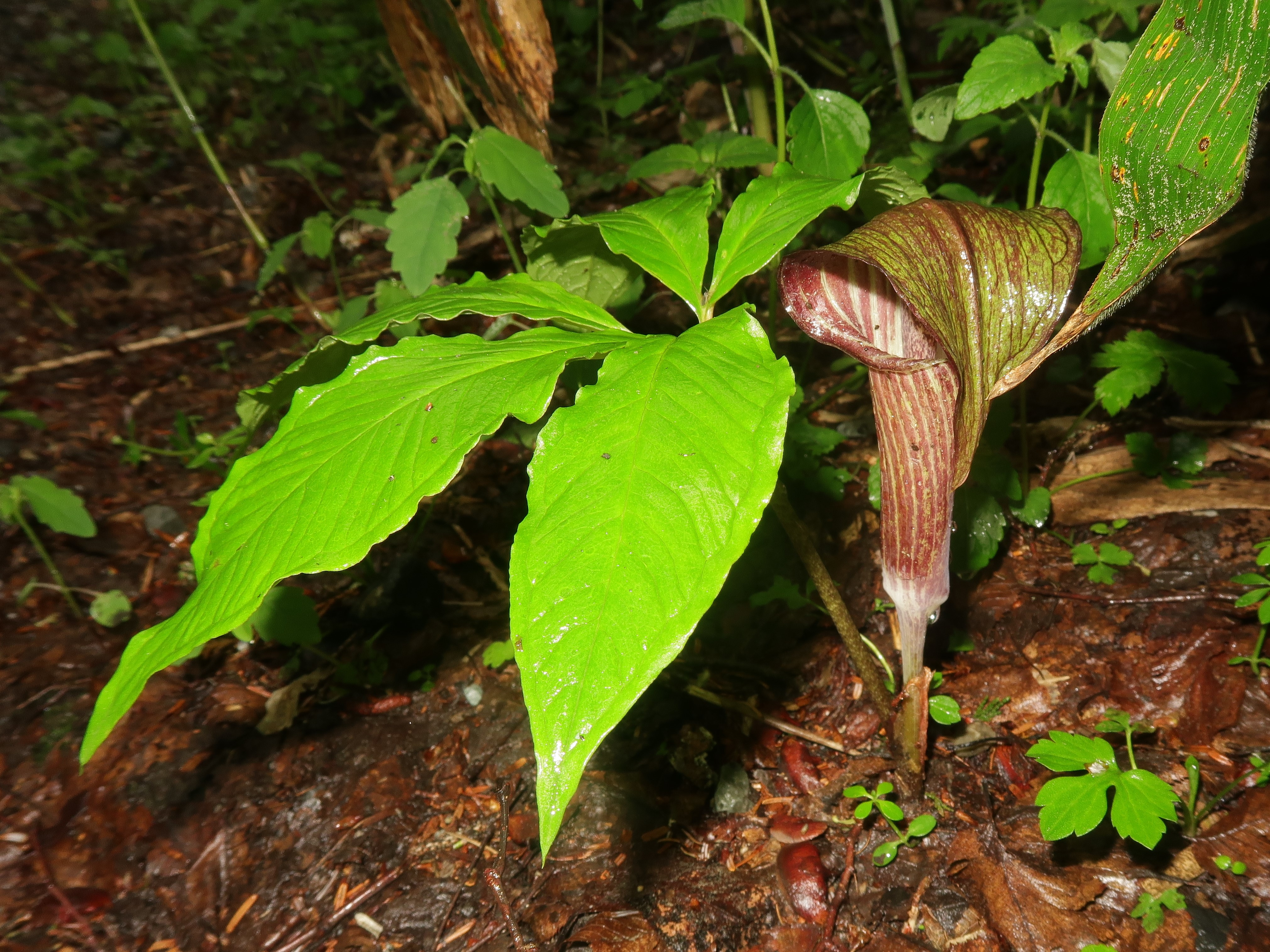
花序柄は葉柄より明らかに短く、仏炎苞は赤紫褐色で細かい斑紋がある。
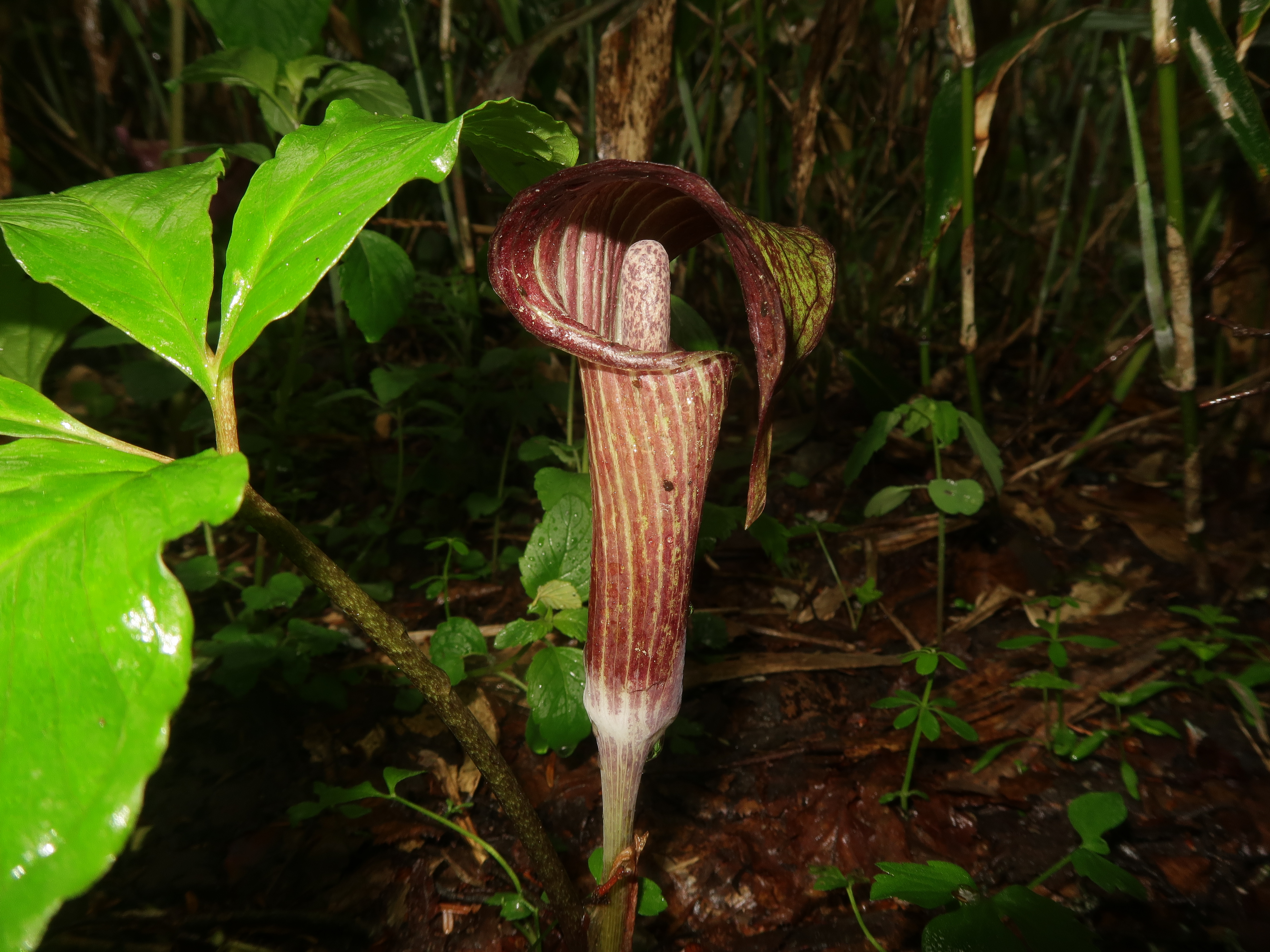
仏炎苞筒部は上方に向かって広がった太い筒状になる。仏炎苞口辺部はやや開出する。
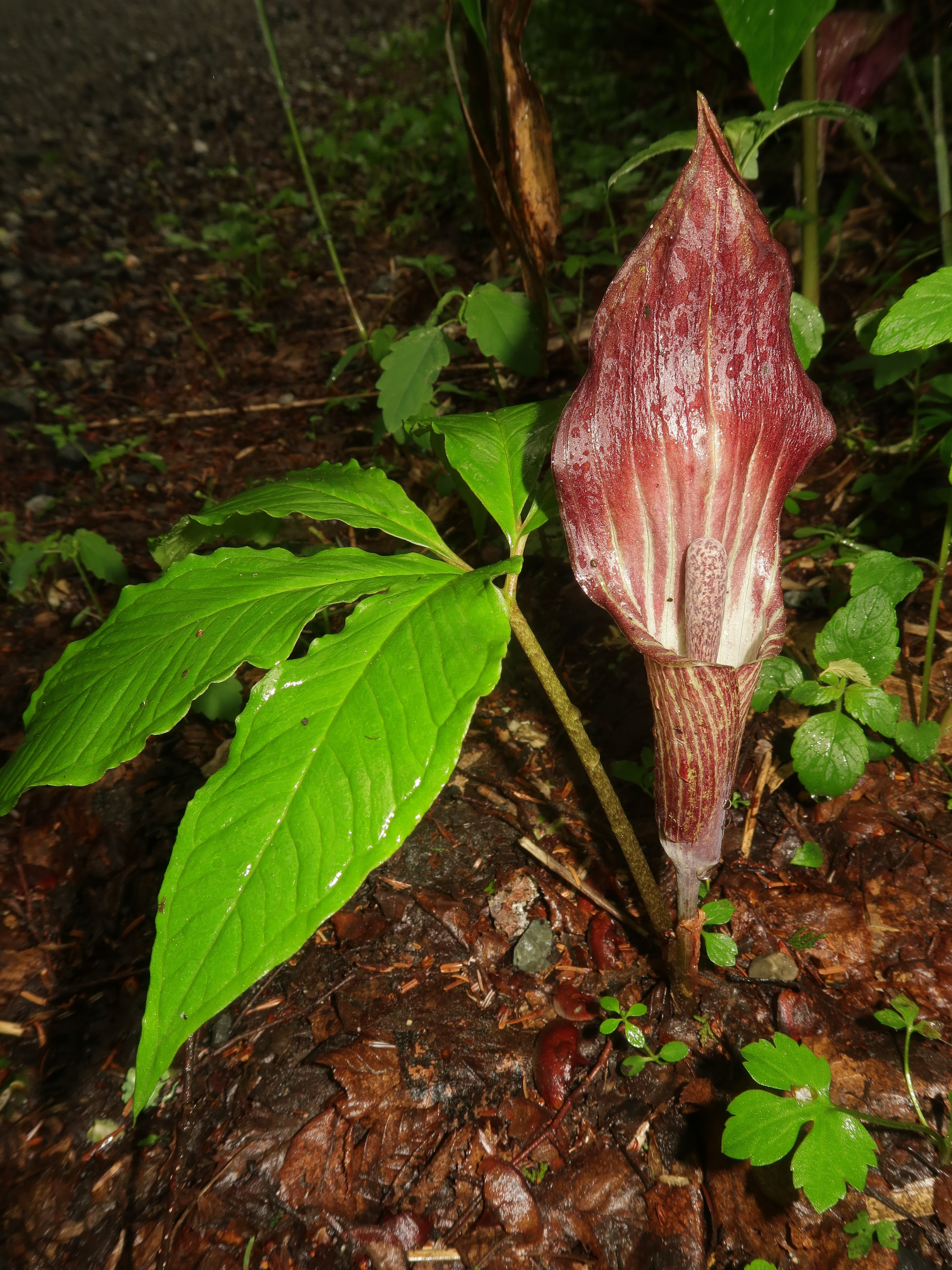
仏炎苞舷部は卵形で先端はややとがる。花序付属体は仏炎苞とほぼ同じ色で、太棒状から棍棒状になる。仏炎苞舷部を立たせて撮影。
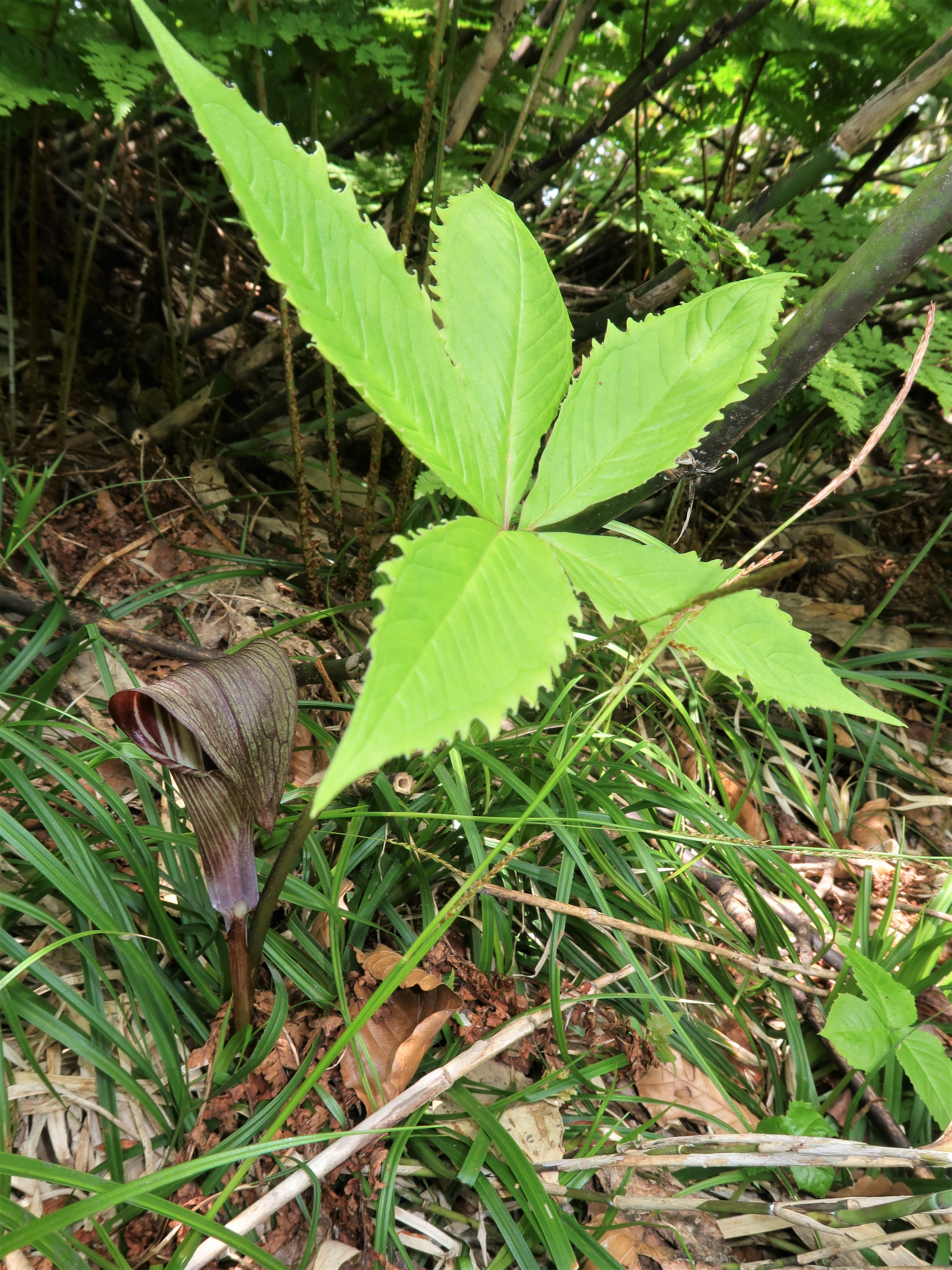
福井県勝山市 2023年6月中旬。分布地の西端。

### オオミネテンナンショウ
オオミネテンナンショウ Arisaema nikoense Nakai subsp. australe (M.Hotta) Seriz. (1986) - 基本種のユモトマムシグサに似る。植物体の高さは15-50cm、葉はふつう2個、ときに1個、偽茎部と葉柄部はほぼ同じ長さになり、偽茎部の葉柄基部の開口部は、花序柄に密着して襟状に開出しない。葉身は5小葉に分裂し、ときに小葉の縁に波状になる粗い鋸歯があり、葉軸は発達しない。花期は5月中旬から6月上旬、花序柄は花時には葉柄よりはるかに長く、仏炎苞はふつう紫褐色から帯紫色で、ときに緑色が混ざる。仏炎苞筒部は淡色で長さ4-5.5cm、仏炎苞口辺部は開出せず、仏炎苞舷部は卵形で長さ4.5-6.5cm、幅の最も広い部分で2.5-5cm、先端は次第にとがる。花序付属体は淡紫褐色で、細棒状からやや棍棒状になり、先端は径1.5-4mmになる。
本州の静岡県・山梨県と紀伊半島南部の大峰山・大台ヶ原山の山系（三重県・奈良県）に分布し、ブナ帯の林下に生育する。亜種名 australe は、「南の」「南方系の」の意味。
絶滅危惧IB類 (EN)（環境省レッドリスト）
（2020年、環境省）

### ハリノキテンナンショウ
ハリノキテンナンショウ Arisaema nikoense Nakai subsp. alpicola (Seriz.) J.Murata (2011) - 植物体の高さは10-30cm、葉は1個、まれに2個、偽茎部はごく短く、葉柄は長さ10-30cmと長く、淡緑色から淡紫色になり斑紋はない。偽茎部の葉柄基部の開口部は、花序柄に密着して襟状に開出しない。葉身は5小葉に分裂し、ときに小葉の縁に不規則な鋸歯があり、葉軸は発達しない。花期は6月下旬-7月。花序柄は開花時には葉柄より長いが、葉の展開と同時に葉柄が伸びて花序柄と同じ長さになる。仏炎苞はふつう淡紫褐色でやや緑色を帯び、白色の縦の条と細かい紫色の斑紋があり、長さは3.5-6cmになり、ユモトマムシグサ近縁群の中で最も小さい。仏炎苞筒部は淡色で、仏炎苞口辺部はほとんど開出せず、仏炎苞舷部は卵形で先端はやや急にとがり、内面に光沢がある。花序付属体は淡紫褐色で、細棒状になる。
本州の中部地方（新潟県・富山県・長野県・岐阜県・石川県・福井県）の日本海側多雪地帯の山地に分布し、雪渓などの雪が遅くまで残る場所の低木林下などに生育する。分布地の一部はカミコウチテンナンショウと重なる。亜種名 alpicola は、「高山に住む」「草本帯の」の意味。タイプ標本の採集地は、飛騨山脈後立山連峰の針ノ木岳山麓、針ノ木峠下の針ノ木雪渓。和名は針ノ木峠に由来する。

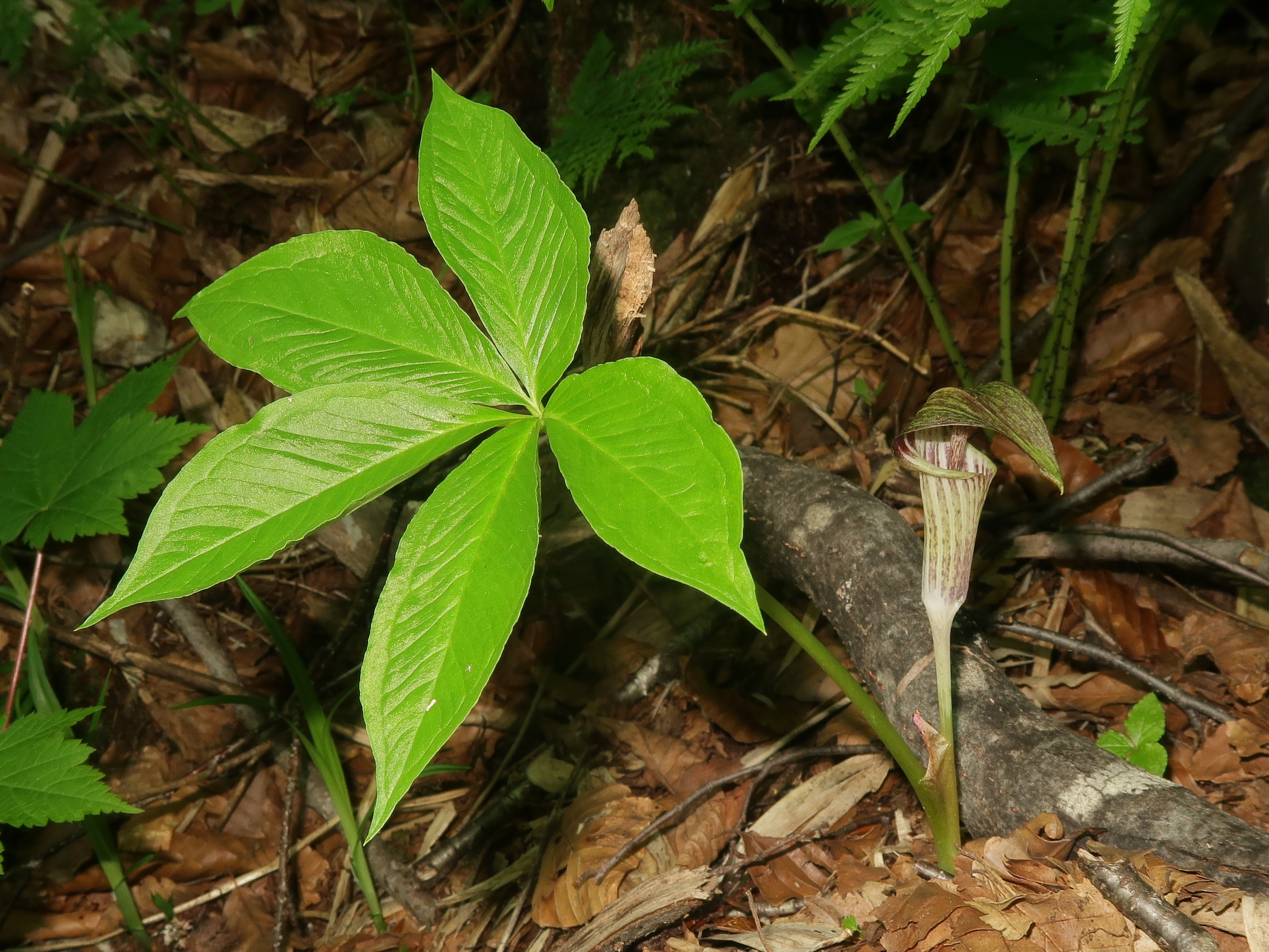
雄株。長野県大町市針ノ木岳山麓 2023年6月中旬。葉は1個で、葉身は5小葉に分裂する。
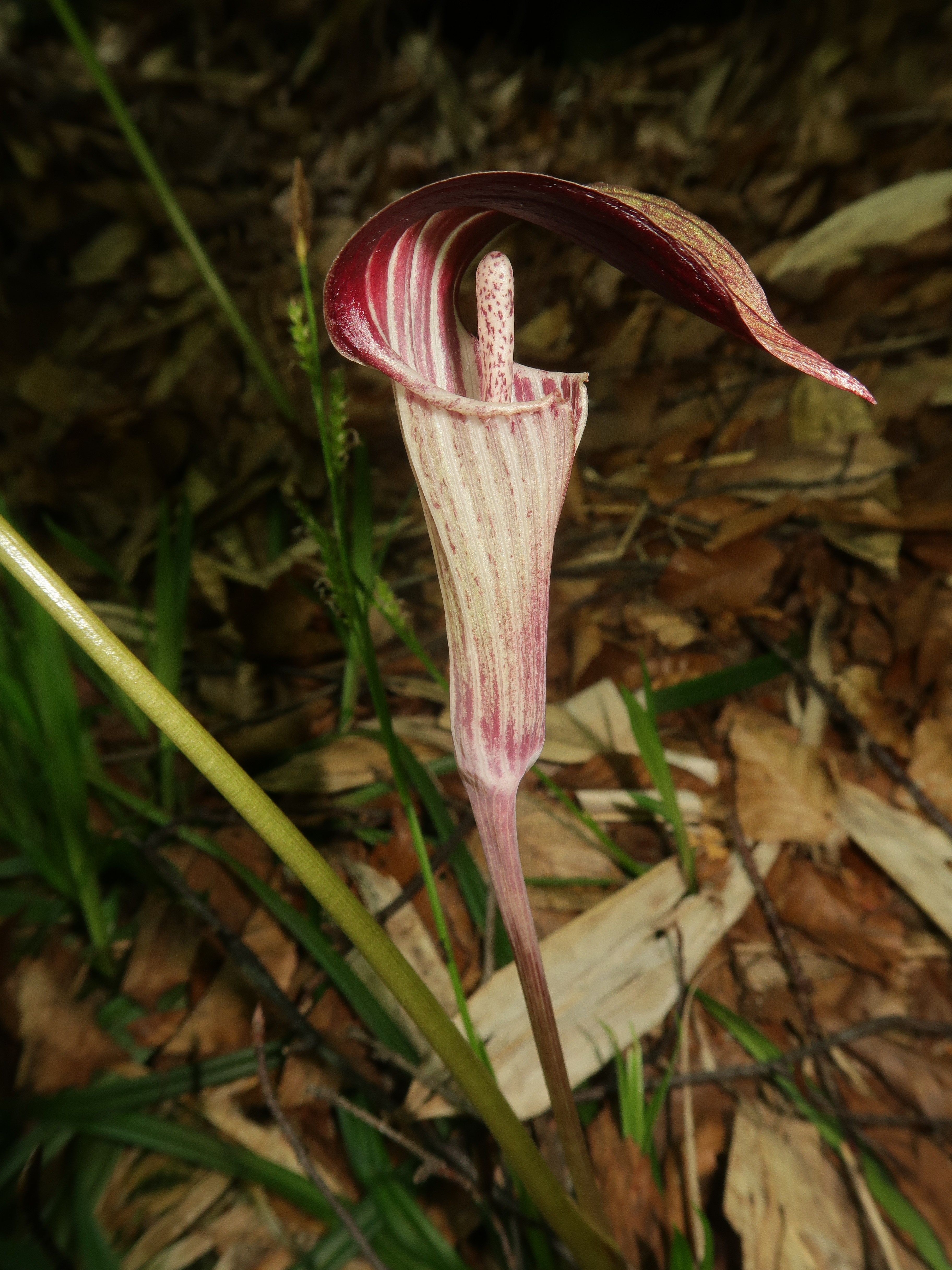
仏炎苞は淡紫褐色でやや緑色を帯び、白色の縦の条と細かい紫色の斑紋があり、ユモトマムシグサ近縁群の中で最も小さい。仏炎苞筒部は淡色で、仏炎苞口辺部はほとんど開出しない。
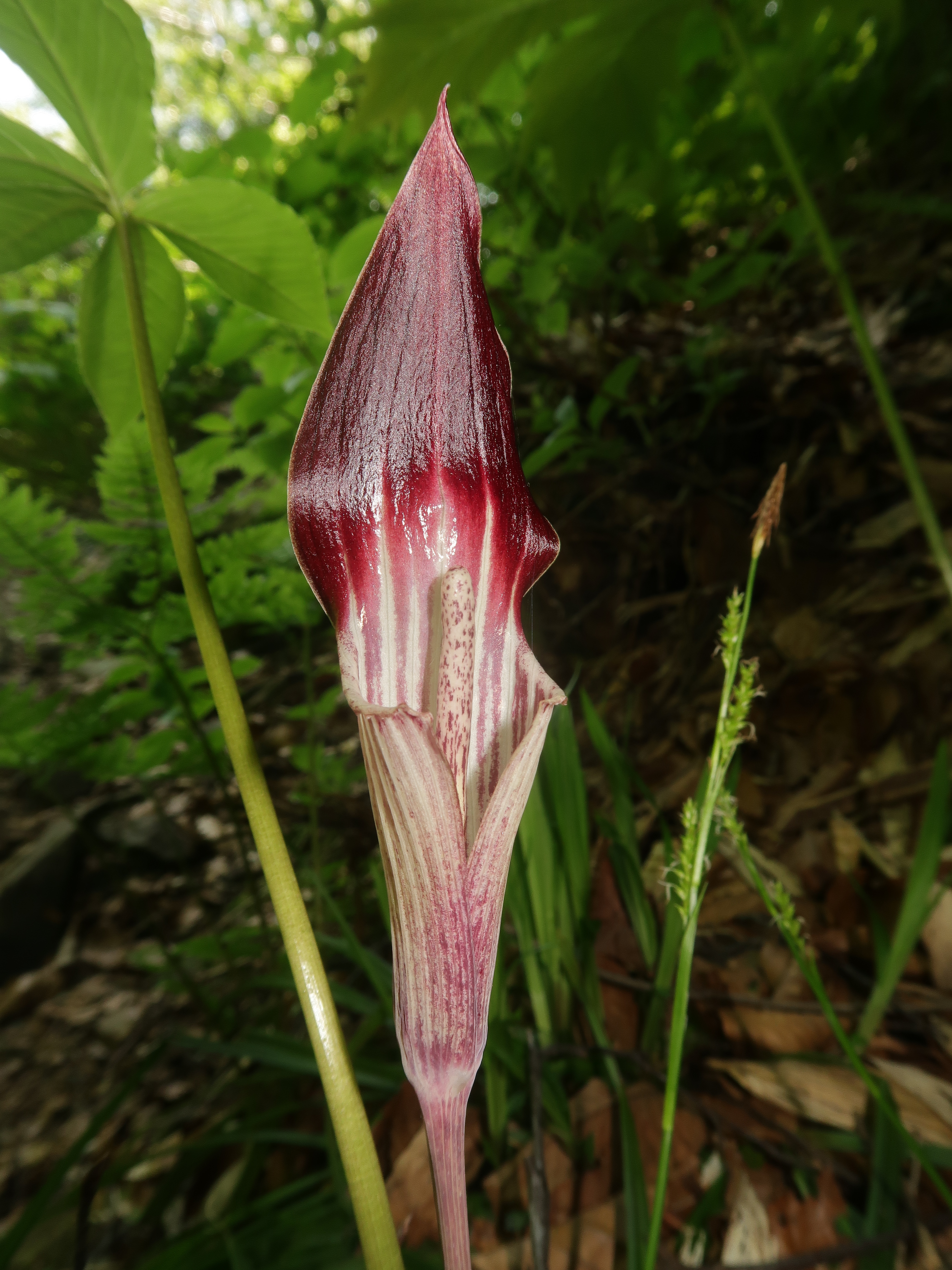
仏炎苞舷部は卵形で先端はやや急にとがり、内面に光沢がある。花序付属体は淡紫褐色で、細棒状になる。舷部を立たせて撮影。
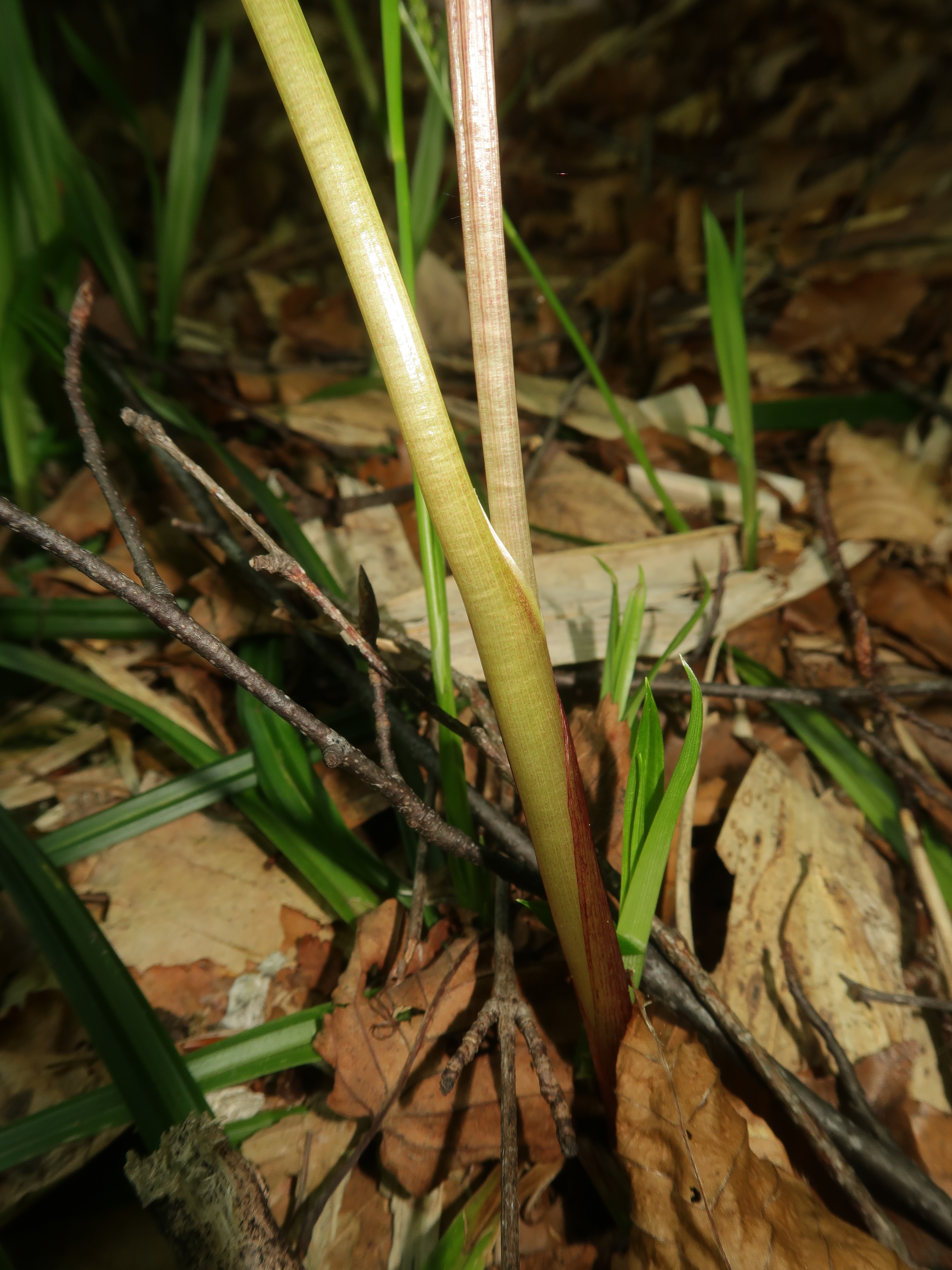
偽茎部の葉柄基部の開口部は、花序柄に密着して襟状に開出しない。
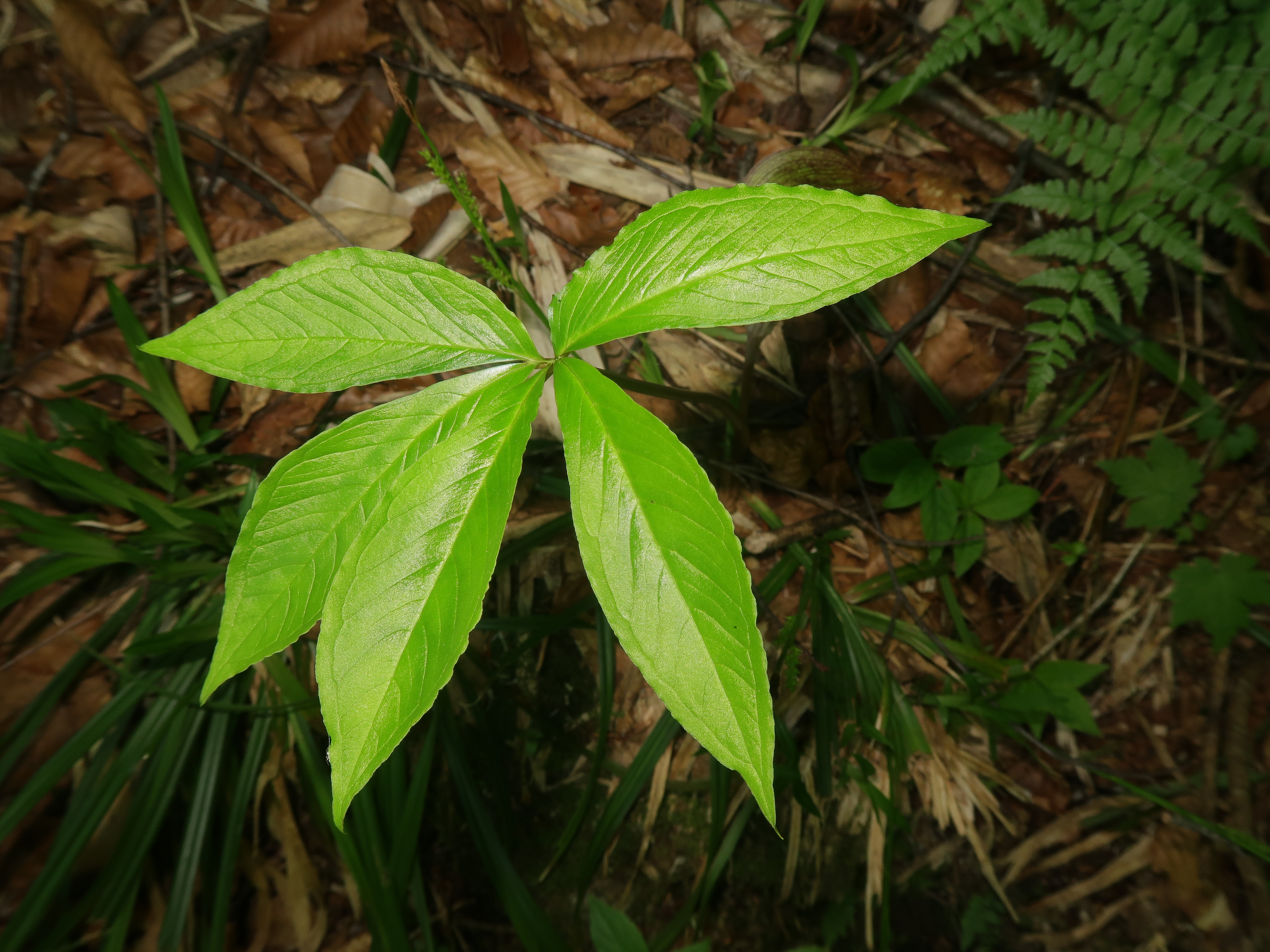
小葉間の葉軸はほとんど発達しない。